# 植田尚裕
植田 尚裕（うえだ なおひろ、1947年 - ）は日本の実業家。ホテル京急元社長、ホテルグランパシフィック（現グランドニッコー東京）元社長、京浜急行電鉄元常務、京急開発常勤監査役。

## 略歴
栃木県出身。1970年(昭和45年)法政大学経済学部卒業後、京浜急行電鉄入社。2003年に同社取締役、ホテル京急専務を経て、2005年6月にホテル京急取締役社長に就任した。在任時に、ホテル・グランパシフィック・メリディアン（現グランドニッコー東京 台場）の運営を分離し、株式会社ホテルグランパシフィックへ移行。京浜急行電鉄常務兼ホテルグランパシフィック取締役社長を経て、2011年6月に京急開発常勤監査役に就任。